# Erik Anders Anderberg
Erik Anders Anderberg, född 12 juni 1899. död 27 september 1963, var en svensk uppfinnare och skolrektor. 
Erik Anders Anderberg med sin far Anders uppfann: Anordning för avdragning av komprimerade gaser från förbränningsmotorer från 30 april 1935), 
Detta uppfinning kan användas till mycket, exempel används den till broms på spårvagnen i Göteborg  och man kan höra när den bromsar med ett plingande ljud.
Han slutade sina år som rektor på Linnéskolan i Uppsala.